# 殺しへの委任状
『殺しへの委任状』（ころしへのいにんじょう、原題：Assignment to Kill）は、1968年に公開されたアメリカ映画。

## キャスト
- リチャード・カッティング - パトリック・オニール
- ドミニク・ローラント - ジョーン・ハケット
- カート・ヴァラヤン - ジョン・ギールグッド
- マット・ウィルソン - ハーバート・ロム
- ラフ - オスカー・ホモルカ

## スタッフ
- 監督・脚本：シェルドン・レイノルズ
- 製作：ジミー・ライドン
- 製作総指揮：ウィリアム・コンラッド
- 撮影：エンツォ・バルボーニ、ハロルド・リップスタイン
- 音楽：ウィリアム・ラヴァ
- 編集：ジョージ・R・ロアズ